# Яцкевич, Александр Петрович
Алекса́ндр Петро́вич Яцке́вич (бел. Аляксандр Пятровіч Яцкевіч; род. 4 января 1985, Белоозёрск, Брестская область) — белорусский футболист, нападающий. Мастер спорта Республики Беларусь (2009).

## Карьера
Воспитанник школы минского «Динамо». В первой лиге Белоруссии выступал за «Динамо-Юни» и «Верас», в высшей лиге — за «Дариду», «Нафтан», в составе которого стал обладателем Кубка Белоруссии 2009.
В январе 2012 года стал игроком клуба «Торпедо-БелАЗ», где стал основным нападающим. Сезон 2013 начал в качестве запасного, однако после травмы Дмитрия Платонова вернулся в основу. В сезоне 2014 стал лучшим нападающим команды, забив 7 голов. В январе 2015 года продлил контракт с жодинским клубом. В новом сезоне смог отметиться лишь одной голевой передачей. В июле 2015 года покинул «Торпедо-БелАЗ» и вскоре подписал соглашение с бобруйской «Белшиной», где закрепился в качестве основного центрального нападающего.
В январе 2016 года пополнил состав «Слуцка». Начал сезон в качестве основного нападающего, однако летом потерял место в основе. В сезоне 2017 смог закрепиться в стартовом составе, но в сентябре получил травму и смог вернуться на поле лишь в конце сезона. В декабре продлил контракт со «Слуцком». В сезоне 2018 оставался игроком основы, только в ноябре не играл из-за травмы. В декабре 2018 года подписал новое соглашение с клубом. В июле 2019 года контракт был расторгнут.
В 2019 году перешёл в клуб «Крумкачи», где закрепился в качестве основного нападающего. Оставался игроком стартового состава и в сезоне 2020. В декабре 2020 года продлил контракт с клубом. В сезоне 2021 был основным нападающим, с 8 голами стал одним из лучших нападающих команды в сезоне. 15 февраля 2022 года подписал новый контракт с «Крумкачами». В начале 2023 года завершил профессиональную карьеру футболиста и присоединился к клубу в качестве детского тренера. В марте 2023 года футболист официально сообщил о завершении профессиональной футбольной карьеры в возрасте 38 лет.

## Достижения

### Командные
«Нафтан»
- Обладатель Кубка Белоруссии: 2008/09

### Личные
- Мастер спорта по футболу (2009)